# Celine Keirouz
Celine Keirouz (ur. 16 kwietnia 1995) – libańska narciarka alpejska, mistrzyni Libanu w slalomie z 2011 roku.
Keirouz jeszcze nie wystartowała na zimowych igrzyskach olimpijskich.
Keirouz raz brała udział na mistrzostwach świata. Najlepszym jej miejscem w zawodach tej rangi jest 89. miejsce w gigancie na Mistrzostwach Świata 2013 w Schladming.
Keirouz nigdy nie wystartowała w zawodach Pucharu Świata.

## Osiągnięcia

### Mistrzostwa świata
| Mistrzostwa     | Konkurencja | Czas    | Wynik | Zwycięzca        |
| --------------- | ----------- | ------- | ----- | ---------------- |
| Schladming 2013 | Gigant      | 1:31.64 | 89.   | Tessa Worley     |
| Schladming 2013 | Slalom      | 1:15.42 | 91.   | Mikaela Shiffrin |